# アンドリュー・マーレー (ジャーナリスト)
アンドリュー・マーレー（英語: Andrew Murray、1813年-1880年）は、オーストラリアのジャーナリストである
。
スコットランドで生まれたアンドリュー・マーレーはグラスゴーのアンダーソニアン学院（現在のストラスクライド大学）で教育を受け、エッセイスト賞を受賞した。
1839年にアデレードに移住した彼は、グレイグ・マーレー&カンパニーのジョージ・グレイグとともにヒンドリー通りに反物を扱う会社を設立し、1841年にキャサリン・ヘレン・スペンスの姉であるジェシー・スペンスと結婚した。
1841年、事業に失敗したマーレーは南オーストラリア州で2番目に設立された新聞社であるジ・サザン・オーストラリアンにジャーナリストとして雇用された。1844年、所有者であるリチャード・ブラッカムからジ・サザン・オーストラリアンを買い入れた。南オーストラリア州の経済に多大な打撃を与えたビクトリア州の金鉱地への労働者流出が起きるまで、ジ・サザン・オーストラリアンの編集長および所有者であった。さらに、マーレーが改名していたためにジ・サザン・オーストラリアンから改名されたジ・サウス・オーストラリアンは隔週刊から週刊に戻されたが、1851年に解散を余儀なくされた。彼には最低でも南オーストラリア州ドイツ語新聞（Suedaustralische Zeitung）と後継紙であるアデレード・ドイツ語新聞（Adelaider Deutsche Zeitung）のうちのどちらかを印刷する責任があった。
その後、ビクトリア州に移り住んでからはジ・アーガスにコマーシャル・エディターとして入社し、1855年と1856年には編集長を務めた。その後、（メルボルン）・エコノミストの編集長兼所有者となった。マーレーズ・プライセス・カレント（Murray's Prices Current）と生活暦を発行しワイン醸造業も行ったが、1874年に破産申告を余儀なくされた。
1850年代後半、マーレーはメルボルンの東10 kmのところにあるシティ・オブ・ボルーンダラで土地を購入した。「葡萄の家（the home of the vine）」を意味するゲール・バル（Gaelic bal）とサクソン・ウィン（Saxon wyn）という言葉から生まれた「バルウィン（Balwyn）」という名称を自宅の名前とした。バルウィン・ロードとバルウィン郊外の名称はその後になって名付けられた。現在、この住宅があった場所にはフィントナ・ガールズ・スクールがある。
ギプスランド地域のウォータールー（Waterloo、現在のヤラゴン）で没し、ボルーンダラ共同墓地に埋葬された。